# Bożena Rogalska
Bożena Rogalska (ur. 14 lipca 1952 w Poznaniu, zm. 14 maja 1991 w Sassuolo) – polska aktorka filmowa i teatralna, w latach 1979–1987 aktorka Teatru im. Stefana Jaracza w Łodzi.

## Życiorys
W 1975 ukończyła Państwową Wyższą Szkołę Teatralną im. Ludwika Solskiego w Krakowie i otrzymała angaż w opolskim Teatrze Dramatycznym im. Jana Kochanowskiego. Występowała tam do sezonu 1978/1979 kiedy to przeniosła się do Łodzi. Od 1979 była aktorką Teatru im. Stefana Jaracza, wielokrotnie otrzymywała główne role w ówczesnym repertuarze. Równolegle występowała w Teatrze Telewizji.
W 1987 założyła w Łodzi salon odnowy biologicznej. Trzy lata później odeszła z Teatru im. Jaracza i zrezygnowała z gry aktorskiej. W 1991 zginęła tragicznie w wypadku samochodowym podczas pobytu we Włoszech.

## Role filmowe
- 1982 - Bluszcz jako Magda, przyjaciółka Kingi;
- 1984 - Idol
- 1985 - Wakacje w Amsterdamie jako Elżbieta, koleżanka Pawła;
- 1987 - Nad Niemnem - film i serial telewizyjny jako Marta Korczyńska, siostra Benedykta;
- 1986 - Republika nadziei

## Role w Teatrze Telewizji
- 1978 - „Gdy wstaniemy z martwych”,
- 1979 - „Przygoda z Vaterlandem”,
- 1980 - „Śmierć Iwana Ilicza”,
- 1985 - „Nieboszczyk pan Pic”,
- 1985 - „Zdziczenie obyczajów pośmiertnych”,
- 1986 - „Korowód”,
- 1987 - „Sprawa Christowa”.